# Vincenzo Rimedio
Vincenzo Rimedio (ur. 5 grudnia 1927 w Soriano Calabro) – włoski duchowny rzymskokatolicki, w latach 1982–2004 biskup Lamezia Terme.

## Życiorys
Święcenia kapłańskie przyjął 22 lipca 1951. 4 września 1982 został mianowany biskupem Lamezia Terme (wówczas pod nazwą Nicastro). Sakrę biskupią otrzymał 28 października 1982. 24 stycznia 2004 przeszedł na emeryturę.